# Tamara (miasto)
Tamara (arab. تمارة, Tamāra; fr. Témara) – miasto w Maroku, w regionie Rabat-Sala-Al-Kunajtira, siedziba administracyjna prefektury As-Suchajrat-Tamara. W 2014 roku liczyło ok. 313,5 tys. mieszkańców